# Dennis Awtrey
Dennis Wade Awtrey (nacido el 22 de febrero de 1948 en Hollywood, California) es un exjugador de baloncesto estadounidense que jugó doce temporadas en la NBA. Con 2,08 metros de estatura, lo hacía en la posición de pívot.

## Trayectoria deportiva

### Universidad
Jugó durante cuatro temporadas con los Broncos de la Universidad de Santa Clara, en las que promedió 19,9 puntos y 13,5 rebotes por partido. Durante sus tres últimas temporadas llevó al equipo al Torneo de la NCAA, manteniendo hoy en día las dos mejores anotaciones en una temporada de un jugador de los Broncos, 619 puntos en 1969 y 614 en 1970. En esas mismas tres temporadas fue incluido en el mejor quinteto de la West Coast Conference, y en las dos últimas elegido Jugador del Año.

### Profesional
Fue elegido en la cuadragésimo sexta posición del 1970 por Philadelphia 76ers, donde en su primera temporada tuvo una buena actuación como pívot suplente, promediando 7,2 puntos y 6,1 rebotes por partido. Su rendimiento bajó al año siguiente con la llegada de Bob Rule al equipo, y nada más comenzada la temporada 1972-73 fue traspasado a Chicago Bulls a cambio de una futura ronda del draft.
En los Bulls jugó dos temporadas, hasta que en 1974 fue elegido por los New Orleans Jazz en el draft de expansión, quienes lo traspasaron junto con Nate Hawthorne y Curtis Perry a Phoenix Suns a cambio de Neal Walk y una futura segunda ronda del draft. En los Suns se hizo con el puesto de titular a su llegada, obteniendo sus mejores registros como profesional, al promediar 9,9 puntos, 8,6 rebotes y 4,2 asistencias por partido. Pero al año siguiente Phoenix se hizo en el draft con Alvan Adams, lo que le relegó al banquillo. Jugó tres temporadas más en los Suns, hasta que en la temporada 1978-79 fue traspasado a Boston Celtics a cambio de una futura segunda ronda del draft.
Pero no cuajó en los Celtics, jugando solo 20 partidos en los que promedió 2,2 puntos y 2,0 rebotes, antes de ser traspasado a Seattle Supersonics, que buscaban un hombre que supliera con garantías a Jack Sikma de cara a los playoffs. Awtrey ganaría esa temporada el que sería su único anillo de campeón de la NBA, tras derrotar en las Finales a Washington Bullets por 4-1, colaborando con 2,0 puntos y 2,6 rebotes por partido.
Al término de esa temporada, y tras acabar contrato, fichó como agente libre por Chicago Bulls pero solo jugó 22 partidos debido a las lesiones. Regresó a Seattle al año siguiente, y terminó su carrera jugando 10 partidos con Portland Trail Blazers en la temporada 1981-82.

## Estadísticas de su carrera en la NBA

### Temporada regular
| Temporada | Edad | Equipo                 | Liga | P   | TIT | MIN  | TC  | TCA | %TC  | 3P  | 3PA | %3P | TL  | TLA | %TL  | R.OF. | R.DEF. | REB | ASIS | ROB | TAP | PER | FP  | PTS |
| 1970-71   | 22   | Philadelphia 76ers     | NBA  | 70  |     | 18.5 | 2.9 | 6.0 | .475 |     |     |     | 1.5 | 2.2 | .662 |       |        | 6.1 | 1.3  |     |     |     | 3.0 | 7.2 |
| 1971-72   | 23   | Philadelphia 76ers     | NBA  | 58  |     | 13.7 | 1.7 | 3.8 | .441 |     |     |     | 0.8 | 1.3 | .645 |       |        | 4.3 | 0.9  |     |     |     | 2.4 | 4.2 |
| 1972-73   | 24   | TOTAL                  | NBA  | 82  |     | 20.6 | 1.8 | 3.7 | .479 |     |     |     | 1.0 | 1.9 | .562 |       |        | 5.5 | 2.7  |     |     |     | 2.9 | 4.6 |
| 1972-73   | 24   | Philadelphia 76ers     | NBA  | 3   |     | 12.3 | 1.0 | 2.3 | .429 |     |     |     | 0.3 | 1.3 | .250 |       |        | 4.7 | 0.7  |     |     |     | 2.7 | 2.3 |
| 1972-73   | 24   | Chicago Bulls          | NBA  | 79  |     | 20.9 | 1.8 | 3.8 | .480 |     |     |     | 1.1 | 1.9 | .570 |       |        | 5.5 | 2.8  |     |     |     | 2.9 | 4.7 |
| 1973-74   | 25   | Chicago Bulls          | NBA  | 68  |     | 11.1 | 1.0 | 1.8 | .528 |     |     |     | 0.8 | 1.4 | .574 | 0.7   | 1.8    | 2.6 | 1.3  | 0.3 | 0.2 |     | 1.9 | 2.7 |
| 1974-75   | 26   | Phoenix Suns           | NBA  | 82  |     | 34.6 | 4.1 | 8.8 | .470 |     |     |     | 1.6 | 2.4 | .677 | 3.0   | 5.6    | 8.6 | 4.2  | 0.7 | 0.6 |     | 2.8 | 9.9 |
| 1975-76   | 27   | Phoenix Suns           | NBA  | 74  |     | 18.6 | 1.9 | 4.1 | .467 |     |     |     | 1.0 | 1.5 | .688 | 1.3   | 2.7    | 4.0 | 2.1  | 0.3 | 0.3 |     | 2.1 | 4.9 |
| 1976-77   | 28   | Phoenix Suns           | NBA  | 72  |     | 24.4 | 2.2 | 5.2 | .429 |     |     |     | 1.3 | 1.8 | .722 | 1.5   | 3.4    | 4.9 | 2.5  | 0.3 | 0.4 |     | 2.4 | 5.7 |
| 1977-78   | 29   | Phoenix Suns           | NBA  | 81  |     | 20.0 | 1.4 | 3.3 | .424 |     |     |     | 0.9 | 1.3 | .633 | 1.2   | 2.5    | 3.7 | 2.0  | 0.2 | 0.3 | 1.6 | 1.9 | 3.6 |
| 1978-79   | 30   | TOTAL                  | NBA  | 63  |     | 11.8 | 0.7 | 1.7 | .411 |     |     |     | 0.7 | 0.9 | .732 | 0.7   | 1.7    | 2.4 | 1.1  | 0.3 | 0.2 | 0.8 | 1.7 | 2.0 |
| 1978-79   | 30   | Boston Celtics         | NBA  | 23  |     | 10.7 | 0.7 | 1.9 | .386 |     |     |     | 0.7 | 0.9 | .800 | 0.6   | 1.5    | 2.0 | 0.9  | 0.1 | 0.3 | 0.9 | 1.6 | 2.2 |
| 1978-79   | 30   | Seattle SuperSonics    | NBA  | 40  |     | 12.5 | 0.7 | 1.6 | .429 |     |     |     | 0.6 | 0.9 | .694 | 0.7   | 1.9    | 2.6 | 1.2  | 0.3 | 0.2 | 0.8 | 1.7 | 2.0 |
| 1979-80   | 31   | Chicago Bulls          | NBA  | 26  |     | 21.5 | 1.0 | 2.3 | .450 | 0.0 | 0.0 |     | 1.2 | 1.9 | .640 | 1.1   | 3.3    | 4.4 | 1.5  | 0.5 | 0.6 | 1.0 | 2.5 | 3.3 |
| 1980-81   | 32   | Seattle SuperSonics    | NBA  | 47  |     | 12.9 | 0.9 | 2.0 | .473 | 0.0 | 0.0 |     | 0.3 | 0.4 | .700 | 0.7   | 1.6    | 2.3 | 1.1  | 0.3 | 0.2 | 0.7 | 1.8 | 2.2 |
| 1981-82   | 33   | Portland Trail Blazers | NBA  | 10  | 3   | 12.1 | 0.5 | 1.5 | .333 | 0.0 | 0.0 |     | 0.5 | 0.9 | .556 | 0.7   | 0.7    | 1.4 | 0.8  | 0.1 | 0.2 | 0.6 | 2.8 | 1.5 |
| Total     |      |                        | NBA  | 733 | 3   | 19.3 | 1.9 | 4.1 | .459 | 0.0 | 0.0 |     | 1.0 | 1.6 | .652 | 1.3   | 2.9    | 4.6 | 2.0  | 0.4 | 0.3 | 1.1 | 2.3 | 4.8 |

### Playoffs
| Temporada | Edad | Equipo              | Liga | P  | MIN  | TCA | TC  | 3PA | 3P | TLA | TL | R.OF. | REB | ASIS | ROB | TAP | PER | FP  | PTS | %TC  | %3P | %FT   | MIN  | PTS | REB  | AST |
| 1970-71   | 22   | Philadelphia 76ers  | NBA  | 7  | 144  | 21  | 36  |     |    | 11  | 15 |       | 27  | 5    |     |     |     | 25  | 53  | .583 |     | .733  | 20.6 | 7.6 | 3.9  | 0.7 |
| 1972-73   | 24   | Chicago Bulls       | NBA  | 7  | 268  | 26  | 48  |     |    | 11  | 22 |       | 77  | 31   |     |     |     | 26  | 63  | .542 |     | .500  | 38.3 | 9.0 | 11.0 | 4.4 |
| 1973-74   | 25   | Chicago Bulls       | NBA  | 10 | 158  | 12  | 28  |     |    | 6   | 10 | 11    | 40  | 13   | 6   | 2   |     | 21  | 30  | .429 |     | .600  | 15.8 | 3.0 | 4.0  | 1.3 |
| 1975-76   | 27   | Phoenix Suns        | NBA  | 19 | 286  | 21  | 45  |     |    | 18  | 33 | 17    | 63  | 25   | 5   | 9   |     | 38  | 60  | .467 |     | .545  | 15.1 | 3.2 | 3.3  | 1.3 |
| 1977-78   | 29   | Phoenix Suns        | NBA  | 2  | 24   | 1   | 4   |     |    | 1   | 1  | 2     | 2   | 3    | 1   | 0   | 1   | 0   | 3   | .250 |     | 1.000 | 12.0 | 1.5 | 1.0  | 1.5 |
| 1978-79   | 30   | Seattle SuperSonics | NBA  | 16 | 153  | 10  | 16  |     |    | 8   | 13 | 15    | 42  | 11   | 5   | 4   | 9   | 34  | 28  | .625 |     | .615  | 9.6  | 1.8 | 2.6  | 0.7 |
| Total     |      |                     | NBA  | 61 | 1033 | 91  | 177 |     |    | 55  | 94 | 45    | 251 | 88   | 17  | 15  | 10  | 144 | 237 | .514 |     | .585  | 16.9 | 3.9 | 4.1  | 1.4 |